# 만성콩팥병
만성콩팥병은 콩팥의 손상으로 정상적인 콩팥의 역할을 수행하는 능력이 감소된 경우를 말한다. 이러한 만성콩팥병은 점점 나빠지는 진행성 질환으로 나빠진 콩팥기능이 이전의 기능을 회복하지는 못 한다. 만약 적절한 치료의 시기를 놓쳐 콩팥병으로 진행된다면 콩팥의 기능을 대체하기 위해 투석이나 이식이 필요하게 된다.

## 예방
- 만성콩팥병은 신장기능을 떨어뜨릴 수 있는 생활 습관을 피하는 것이 좋다.
- 올바른 식사조절을 통해 요독 증상, 식욕부진을 막아야 한다.
- 신장기능 및 혈중 칼륨 수치에 따라 저칼륨 식이를 유지해야 한다.
- 말기 진행을 막기 위해 저단백 및 저염식으로 만든 신장 환자식을 섭취하는 하는 것이 중요하다.

## 같이 보기
- 신장병